# Intermarché-Wanty/2024
Deze pagina geeft een overzicht van de Intermarché-Wanty-wielerploeg in 2024.

## Algemeen
Algemeen Manager: Jean Francois Bourlart
Ploegleiders: Sébastien Demarbaix, Steven De Neef, Dimitri Claeys, Lorenzo Lapage, Frederik Veuchelen, Kévin Van Melsen, Pieter Vanspeybrouck, Aike Visbeek, Bart Wellens
Choach: Adriaan Helmantel
Fietsen: CUBE
Kleding: Verge

## Renners
| Naam                      | Geboortedatum | Nationaliteit | Ploeg 2023            |
| ------------------------- | ------------- | ------------- | --------------------- |
| Vito Braet                | 02-11-2000    | België        | Team Flanders-Baloise |
| Francesco Busatto         | 01-11-2002    | Italië        | Circus-ReUz-Technord  |
| Lilian Calmejane          | 06-12-1992    | Frankrijk     |                       |
| Kevin Colleoni            | 11-11-1999    | Italië        | Team Jayco AlUla      |
| Dries De Pooter           | 8-11-2002     | België        |                       |
| Alexy Faure Prost         | 22-04-2004    | Frankrijk     | Circus-ReUz-Technord  |
| Biniam Girmay             | 02-04-2000    | Eritrea       |                       |
| Kobe Goossens             | 29-04-1996    | België        |                       |
| Rune Herregodts           | 27-07-1998    | België        |                       |
| Gerben Kuypers*           | 01-02-2000    | België        | Circus-ReUz-Technord  |
| Arne Marit                | 21-01-1999    | België        |                       |
| Louis Meintjes            | 21-02-1992    | Zuid-Afrika   |                       |
| Madis Mihkels             | 31-05-2003    | Estland       |                       |
| Hugo Page                 | 24-07-2001    | Frankrijk     |                       |
| Tom Paquot                | 22-09-1999    | België        |                       |
| Simone Petilli            | 04-05-1993    | Italië        |                       |
| Adrien Petit              | 26-09-1990    | Frankrijk     |                       |
| Baptiste Planckaert       | 28-09-1988    | België        |                       |
| Laurenz Rex               | 15-12-1999    | België        |                       |
| Lorenzo Rota              | 23-05-1995    | Italië        |                       |
| Dion Smith                | 03-03-1993    | Nieuw-Zeeland |                       |
| Rein Taaramäe             | 24-04-1987    | Estland       |                       |
| Mike Teunissen            | 25-08-1992    | Nederland     |                       |
| Gerben Thijssen           | 21-06-1998    | België        |                       |
| Taco van der Hoorn        | 12-04-1993    | Nederland     |                       |
| Gijs Van Hoecke           | 12-11-1991    | België        | Human Powered Health  |
| Boy van Poppel            | 18-01-1988    | Nederland     |                       |
| Roel van Sintmaartensdijk | 08-05-2001    | Nederland     | Circus-ReUz-Technord  |
| Georg Zimmermann          | 11-10-1997    | Duitsland     |                       |

* vanaf 4/4

### Stagiairs
Per 1 augustus 2024
| Naam          | Geboortedatum | Nationaliteit | Vorige ploeg                    |
| ------------- | ------------- | ------------- | ------------------------------- |
| Halvor Dolven | 13-04-2004    | Noorwegen     | Uno-X Mobility Development Team |

### Vertrokken
| Naam              | Geboortedatum | Nationaliteit | Ploeg 2024                 |
| ----------------- | ------------- | ------------- | -------------------------- |
| Niccolò Bonifazio | 29-10-1993    | Italië        | Team Corratec-Selle Italia |
| Sven Erik Bystrøm | 21-01-1992    | Noorwegen     | Groupama-FDJ               |
| Rui Costa         | 05-15-1986    | Portugal      | EF Education-EasyPost      |
| Aimé De Gendt     | 17-06-1994    | België        | Cofidis                    |
| Laurens Huys      | 24-09-1998    | België        | Arkéa-B&B Hotels           |
| Julius Johansen   | 13-09-1999    | Denemarken    | Sabgal/Anicolor            |
| Loïc Vliegen      | 20-12-1993    | België        | Bingoal WB                 |

## Overwinningen
| Nationale kampioenschappen wielrennen Estland - tijdrit: Rein Taaramäe Surf Coast Classic Biniam Girmay Trofeo Palma Gerben Thijssen Ronde van de Algarve 1e etappe: Gerben Thijssen Puntenklassement: Gerben Thijssen Le Samyn Laurenz Rex Ronde van het Baskenland 4e etappe: Louis Meintjes | Circuit Franco-Belge Biniam Girmay ZLM Tour 1e etappe (ITT): Rune Herregodts Eindklassement: Rune Herregodts Ploegenklassement: *1) Ronde van Frankrijk 3e etappe: Biniam Girmay 8e etappe: Biniam Girmay 12e etappe: Biniam Girmay Puntenklassement: Biniam Girmay Elfstedenrace Taco van der Hoorn |  |

*1) Ploeg ZLM Tour: Delle Vedove, Herregodts, Kuhn, Teunissen, Thijssen, van Poppel, van Sintmaartensdijk
2008 · 2009 · 2010 · 2011 · 2012 · 2013 · 2014 · 2015 · 2016 · 2017 · 2018 · 2019 · 2020 · 2021 · 2022 · 2023 · 2024 · 2025
Alpecin-Deceuninck · Arkéa-B&B Hotels · Astana Qazaqstan · Bahrain Victorious · BORA-hansgrohe · Cofidis · Decathlon AG2R La Mondiale · EF Education-EasyPost · Groupama-FDJ · INEOS Grenadiers · Intermarché-Wanty · Lidl-Trek · Movistar Team · Soudal Quick-Step · dsm-firmenich PostNL · Jayco AlUla · UAE Team Emirates · Visma-Lease a Bike